# مدينة القضارف الرقمية
مدينة القضارف الرقمية  أو منظمة مدينة القضارف الرقمية كما تعرف رسمياً ( باللغة الإنجليزية Gedaref Digital City Organization) هي مدينة رقمية تعتبر واحدة من منظمات المجتمع المدني بولاية القضارف شعارها (رؤية اليوم بعيون الغد)، ومن أهم أهدافها تطبيق تقنية المعلومات في التنمية. وهي أول مدينة رقمية في السودان وقد حازت علي الجائزة الدولية المعلوماتية من أجل التنمية بالهند عام 2007 م، وعام 2008 م، وتم إنشائها بتعاون مثمر بين مدينة القضارف ومدينة آيندهوفن الهولندية، وذلك لمواجهة تحديات إحداث التنمية والنهضة الاقتصادية والاجتماعية وتطوير إمكانيات القضارف الزراعية على أساس سليم من خلال إنشاء مركز للمعلومات مشتملاً على قاعدة معلومات ونقطة تجارية بغرض توصيل المعلومات التجارية بالقضارف إلى شبكات النقاط التجارية الدولية المرتبطة إلكترونياً، ونظم معلوماتية لحوسبة المعلومات بالوزارات في الولاية وتصميم موقع إلكتروني لها على شبكة الإنترنت بغرض الترويج للاستثمار، وعرض مؤشرات بورصة أسواق المحصول اليومية، وأمداد أجهزة الدولة بالمعلومات الضرورية، على أن يكون الموقع نواة للحكومة الألكترونية في القضارف.

## النشأة
نشأت في عام 2005 م، في إطار التوأمة بين مدينة القضارف ومدينة آيندهوفن الهولندية بمبادرة من مدينة آيندهوفن الرقمية والمنظمة الشعبية للمياه والدكتورة اجنيس من بلدية آيندهوفن والمهتمين بالتقنية من أبناء القضارف برعاية الأستاذ البشير سهل ورئاسة الدكتور معتصم أحمد موسي. ترتبط المنظمة بعلاقة متميزة مع مدينة آيندهوفن الرقمية حيث حصلت بموجبها علي 750 جهاز حاسوب مع وعد بزيادة عددها لاحقاً. وقد تم استخدام الأجهزة في إنشاءعشرة(10) مشروعات رقمية بالتعاون مع حكومة القضارف ومنظمات المجتمع المدني العاملة في مجال التقنية.
أدى مشروع منظمة القضارف الرقمية إلى تغيير في مفهوم المنظمات الطوعية التي أصبحت شريكة في التنمية، كما صار مفهوم الشراكات (وكان يعرف سايقاً بالتوأمة) partnership هو السائد في عالم التقنية. استثمرت القضارف الرقمية هذه الشراكة بين القطاع العام والقطاع الخاص ومؤسساتهما ومنظماتهما (PPP)، كل حسب مسئوليته بحيث تكون (الحكومة مسؤولة عن سنّ القوانين والتشريعات المشجعة وتقديم الدعم المطلوب، على أن يتولى القطاع الخاص مهمة توفير التمويل الكافي وتعمل المنظمات المحلية على المساعدة في الوصول إلى المجتمع والقيام بالتسويق، في حين تضطلع الجامعات بمهمة الدعم الفني وإعداد المناهج وطرح الأفكار وتكون مهمة المنظمات الدولية نقل الخبرات والتجارب والدعم. وأهم ما يميز هذه الشراكات هو تبادل الخبرات والتجارب الناجحة لتعميم الفائدة واختصار الزمن.

## عضوية المنظمة الدولية
تتمتع منظمة القضارف الرقمية بعضوية المراكز والمنظمات الدولية والإقليمية التالية:
- مراكز التقنية بشرق أفريقيا، (أوغندا) EATLF
- مراكز التقنية بشمال أفريقيا والشرق الأوسط، (مصر) TC-MENA
- شراكة المعرفة الدولية، (ماليزيا) GKP*
- تحالف منظمات المجتمع المدني، (جنوب أفريقيا) CIVICUS
- التحالف الدولي للتنمية عبر التقنية، (الأمم المتحدة) G@ID
- شبكة مراكز المعرفة (الأمم المتحدة)، UN-ESCWA
- المتطوعون الدوليون عبر شبكة الإنترنت، (الأمم المتحدة) UN-ONLINE VOLUNTEER
- منظمة اليوقابايت، (أوغندا) UGABYTES.ORG
- مراكز التقنية الرقمية الأوربية SPAIN TEL-EUROPE
- أكاديمية المراكز الرقمية العالمية (الهند - كندا) TC-ACADEMY

## الإنجازات والجوائز الدولية
- فازت المنظمة بالجائزة الدولية للمعلومات من أجل التنمية للمراكز الرقمية (الهند 2007) في دمج ذوي الاحتياجات الخاصة في المجتمع بالتصويت المباشر عبر الإنترنت.
- فازت بالجائزة الدولية للمعلومات من اجل التنمية لأفضل المراكز الرقمية إبداعاً وتميزاً، (الهند 2008).
- فازت المنظمة بالجائزة الدولية للمعلومات من اجل التنمية للمراكز الرقمية (الهند 2009) في مبادرات المجتمع المدني للتنمية بمشروع الشراكات المجتمعية (مشروع المزارع الإلكتروني وعدد من المساهمات الأخرى) بالتصويت عبر الإنترنت ومنافسة مع سويسرا وسريلانكا وبنغلاديش.
- أسست المنظمة أول أكاديمية قومية للمراكز الرقمية في أفريقيا والشرق الأوسط والثالثة عشر من نوعها في العالم.
- للمنظمة أربعة صفحات للإنترنت باللغة العربية واللغة الإنجليزية واللغة الهولندية وأخرى داخل صفحة اللجنة الاقتصادية والاجتماعية لغرب آسيا، بالأمم المتحدة (الإسكوا)
- للمنظمة أيضاً غلافاً وكاتباً لأكثر من عشر (10) مجلات تقنية عالمية، وبعضها يصدر بسبع (7) لغات ولها أكثر من مائة وخمسين (150) رابطاً ومدونة وخمسمائة (500) صورة بالإنترنت.

## أهداف المنظمة
تسعى المنظمة إلى تحقيق عدة أهداف ومقاصد أهمها تطبيق تقنية المعلومات في التنمية وفي مجال التدريب ورفع قدرات المجتمع والارتقاء بالشراكات المجتمعية لدعم المجتمع والعمل على دمج المعوق في المجتمع وتبادل الخبرات والمعرفة وأفضل الممارسات مع المجتمع وهدم الفجوة الرقمية التي خلفتها ثورة المعلومات.

## مشروعات المنظمة
1. مشروع التدريب ورفع القدرات (هدم أو رتق الفجوة الرقمية)
2. مشروع المزارع الإلكتروني
3. أكاديمية السودان للمراكز الرقمية
4. مشروع الصحة الإلكترونية (العلاج عبر الإنترنت)
5. التعليم الإلكتروني ودعم جامعة القضارف
6. مشروع الاهتمام بذوي الاحتياجات الخاصة
7. مشروع الخدمات الإلكترونية المتميزة (الحكومة الإلكترونية)
8. مشروع المدارس الذكية ومهارات الاوراكل
9. مشروع دعم الخريج
10. الاستفادة من تقنية المعلومات في درء الكوارث

### مشروع المزارع الإلكتروني وأهداف الألفية للتنمية
مشروع المزارع الإلكتروني هو أول مشروعات الحكومة الإلكترونية وهو شراكة مجتمعية بين منظمات المجتمع المدني والحكومات والقطاع الخاص والمجتمع الدولي لتبادل المعرفة والخبرات والتجارب الناجحة لتحقيق أهداف الألفية للتنمية التي تعرف باسم (Millennium Development Goals (8MDGs وتبنتها برامج الأمم المتحدة من أجل إسعاد المجتمع ورفاهيته بحلول عام 2015 م، والتي تضمنها مشروع المزارع الإلكتروني بأهدافها المباشرة أو غير المباشرة.

#### أهداف المشروع
1. تطوير الزراعة عبر نظم المعلومات الجغرافية GIS ونظام التوضيع الدولي GPS
2. تسويق المنتجات الزراعية والحيوانية والنقل المباشر لدلالة(مناقصات) سوق المحصول عبر الإنترنت
3. زيادة الإنتاجية وتقليل تكلفة الإنتاج
4. تبادل الخبرات والتجارب
5. رفع القدرات الزراعية
6. مراقبة الغابات وحمايتها من القطع عبر الأقمار الصناعية.

#### مراحل المشروع
- المرحلة الأولي قيام مراكز التدريب لتأهيل وتدريب المزارعين والتجار والكوادر الزراعية. (وقد تم إنجاز هذه المرحلة)
- المرحلة الثانية إدخال المعلومات لعدد 13.000 مزارع في شبكة الزراعة الآلية (وقد تم إنجازها)
- المرحلة الثالثة إنشاء صفحة الإنترنت الخاصة بسوق المحصول والخدمات الاخري (قاعدة بيانات) وتصميم موبايل(جوال) الخدمات الزراعية (6 خدمات في المرحلة الأولي)، (أنجز منها حوالي 80 بالمائة).
- المرحلة الرابعة هي تخطيط المشاريع الزراعية وتحديد الأحداثيات الجغرافية لكل مشروع ومعينات الأرصاد (بواسطة وزارة الزراعة القضارف) (أُنجز منها حوالي 70 بالمائة).

إنشاء مراكز للتدريب: تزويد مركز مؤسسة الزراعة الآلية بعدد خمسة عشر(15) جهاز، ومركز المعلومات بإتحاد مزارعي ولاية القضارف بستة (6) أجهزة، ومركز اتحاد مزارعي الزراعة الآلية بمباني شركة المزارع بعشرة (10) أجهزة، ومركز اتحاد مزارعي قلع النحل بخمسة (5) أجهزة.
اكتمال برنامج قاعدة البيانات بإدخال معلومات 13.000 مزارع في شبكة الزراعة الآلية، وأصبحت تجديدات المشاريع والرسوم والتقارير إلكترونية كاملة.
تدريب المهندسين الزراعيين علي أساسيات الحاسوب وعلي نظم المعلومات الجغرافية واستخدامات GPS، وبلغ عدد الدورات التدريبية المخصصة لهم إثنتي عشرة (12) دورة مختلفة.
تدريب خمسة (5) من قيادات المزارعين (اتحاد مزارعي الزراعة الآلية) علي أساسيات الحاسوب والإنترنت وبدء التدريب بمراكز المزارعين.
تصميم صفحة سوق المحصول التفاعلية
اكمال المرحلة الأولي من تصميم موبايل (جوال) الخدمات الزراعية بالهند وتحديد ستة (6) خدمات إلكترونية للمرحلة الأولي
تحديد الإحداثيات الجغرافية لمعظم المشاريع الزراعية بواسطة الزراعة الآلية عبر المهندسين الذين تم تدريبهم
إنشاء المزاد الدولي الذي يمكن المزارع من تسويق إنتاجه وتجهيز قاعة المزاد للبث المباشر (الدلالة) لأسعار المحاصيل بعدد خمس وعشرين (25) جهاز حاسوب وتدريب الإدارة والمشترين للتعامل المباشر عبر الإنترنت
تمكين البحوث للرد علي استفسارات المزارعين
إكمال الشراكة مع الأرصاد لإضافة الطقس لخدمات الموبايل(الجوال)
إكمال التعاقد مع شركة «سوداني» للاتصالات للبدء في الرسائل
توفير خمسين (50) جهاز حاسوب لافتتاح مراكز متحركة (وحدتين بالطاقة الشمسية) وأخرى ثابتة لمناطق الزراعة المختلفة
توفير عشرة (10) عارض صور (بروجكترز) للتدريب وللإرشاد الزراعي.

### مشروع التدريب ورفع القدرات
تقوم المنظمة بتدريب مجتمع الولاية ورفع قدراته وتهتم بالتدريب المتميز في أوساط الموظفين والعاملين حسب الطلب والتخصص. كما تقوم بتدريب ذوي الاحتياجات الخاصة والفقراء من الأيتام والطلاب علي نفقتها. وقد قامت بتدريب أكثر من 3000 دارس برسوم رمزية ودربت أكثر من 700 دارس آخرين مجانا بالتعاون مع جامعة أفريقيا العالمية، إلى جانب تدريب 350 من ذوي الاحتياجات الخاصة بالقضارف والخرطوم، منهم 150 من الطلاب الصم. و 68 معوقاً حركيا بالخرطوم مع الجمعية السودانية لتقانة المعلومات و 150 دارس تحليل إحصائي و25 دارس نظام التوضيع الجغرافي (GPS) وعدد من الحلقات التخصصية الاخري و 45 دارس (طالب) مهارات الاوراكل.

### تأسيس أكاديمية السودان الرقمية
استضافت المنظمة الملتقى الخامس لقادة المراكز الرقمية لدول شرق أفريقيا في الفترة من 8 إلى 11 يونيو / حزيران 2008 م، بالتعاون مع منظمة اليوقابايت وشركاؤها (منظمة تلسنتر العالمية برعاية مايكروسوفت، المركز العالمي للأبحاث والتنمية الكندي - إنتل والصندوق السويسري للتنمية). وشاركت في المؤتمر سبعة عشر (17) دولة من دول شرق أفريقيا إضافة إلى كندا، ومصر، وسورية، والهند، والكنغو، والبرازيل). وأعلن في ختام الملتقي عن قيام أكاديمية السودان القومية للمراكز الرقمية، كأول أكاديمية بأفريقيا والشرق الأوسط والثالثة عشر من نوعها في العالم. وفي سبتمبر / أيلول 2008 شارك السودان في أول مؤتمر للأكاديميات الرقمية العالمية بأسبانيا.

### التعليم الإلكتروني ودعم جامعة القضارف
ويشمل ذلك:
- تأسيس معملين للحاسوب بكلية الحاسوب بجامعة القضارف (100 جهاز)
- تأسيس مركز تدريب للمرأة بكلية تنمية المجتمع بجامعة القضارف (20 جهاز)
- إهداء وحدتي مكتبة إلكترونية لجامعة القضارف للتعليم عن بعد (6x3.5 متر)
- إقامة علاقة توأمة لجامعة القضارف مع جامعة فونتس الهولندية
- دعم جامعة القضارف بوحدة علاج عبر الإنترنت (460 متر مربع) لتمكين مجتمع القضارف خاصة الفقراء للعلاج بالخارج وإسعاف الحالات الطارئة، واستعمالها أيضاً في تدريب الأطباء وطلاب كلية الطب. وقد تم دعم هذه الوحدة من جانب الهيئة القومية للاتصالات
- تدريب 120 معلما من مدارس القضارف (بمعدل معلم عن كل مدرسة) علي نفقة المنظمة واستخدام مراكز النفاذ الشامل التي وفرها صندوق دعم المعلوماتية عبر الهيئة القومية للاتصالات للمدرس لفائدة تدريب الطلاب صباحاً وغيرهم من أفراد المجتمع في المساء
- إنشاء معمل حاسوب بمعاهد الأمل للصم (يالخرطوم والقضارف) لتدريس مادة الحاسوب كحصة أساسية في المنهج الدراسي بالمعهد
- توزيع ستين (60) كرتونة (صندوق) مصاحف مطبوعة على نظام برايل، للطلاب المكفوفين ومعاهد النور بالسودان
- توفير مطبعة تعمل بطريقة برايل للطلاب المكفوفين بالتعاون مع اتحاد المعوقين بولاية القضارف ومؤسسة شيخ زايد الخيرية بالإمارات العربية المتحدة
- تنفيذ مشروع المدارس الذكية ومهارات الاوراكل بالتعاون مع هيئة الإبداع العلمي بالخرطوم، حيث تم تدريب خمسة وأربعين (45) طالباً من المدارس مجاناً
- تزويد مشروع دعم الخريج لخريجي الكليات النظرية بالتعاون مع مشروع الخريج المنتج بعدد ثلاثة عشر (13) جهاز.

### مشروع العلاج عن بعد (عبر الإنترنت)
يهدف العلاج عن بعد إلي توصيل فن التداوي عبر تقنية المعلومات والاتصالات. وقد قامت مدينة القضارف الرقمية بإنشاء مشروع الصحة الإلكترونية بالتعاون مع مستشفي القضارف (17 جهاز حاسوب) والتأمين الصحي (17 جهاز حاسوب) في نوفمبر / تشرين الأول 2007 . كما تم تسليم جهاز لمستشفي دوكة وجهاز آخر لمستشفي الحواتة. وتقوم المنظمة بعملية الصيانة الدورية واستبدال التالف من هذه الأجهزة. ولا يزال جزء من هذا المشروع متعثرا، إلا أن هناك أملاُ في أن يتم التغلب علي التحديات التي تواجهه.
وقد قامت المنظمة بتدريب الأطباء علي البرنامج كما تم تدريب 30 من كوادر وزارة الصحة علي برنامج التحليل الإحصائي SPSS علي نفقة المنظمة وتم إعداد اورنيك إلكتروني للبرنامج قامت وزارة الصحة بطباعة 100.000 نسخة منه.
كما قامت المنظمة بتسليم مدير جامعة القضارف وحدة العلاج عن البعد (460 متر مربع) دعما من الهيئة القومية للاتصالات للمنظمة لقيام أول وحدة للعلاج عن بعد (عبر الإنترنت) بالسودان وستمكن هذه الوحدة مجتمع القضارف خاصة الفقراء من العلاج بالخارج واسعاف الحالات الطارئة وتمكين المرضي الذين يتعالجون بالخارج من متابعة العلاج عبر المؤتمرات والاستشارات المتلفزة من خلال هذه الوحدة كما يمكن استعمالها في تدريب الأطباء وطلاب كلية الطب عبر الإنترنت.

### مشروع الاهتمام بذوي الاحتياجات الخاصة
مشروع الاهتمام بذوي الاحتياجات الخاصة هو أكبر مشروعات المنظمة ويهدف إلى هدم الفجوة الرقمية في قطاع الرعاية الاجتماعية الخاص بهذه الفئة ورفع القدرات ومكافحة الفقر في أوساط ذوى الاحتياجات الخاصة ودمجهم في المجتمع. وقامت المنظمة بافتتاح مشروعها الأول في مارس / آذار 2007 م، بحضور عمدة مدينة آيندهوفن الهولندية.
قامت المنظمة بمنح اتحاد المعوقين بالقضارف خمسة عشرة (15) جهاز حاسوب، ومعهد الأمل ستة (6) أجهزة، واتحاد المعوقين في بلدة دوكة خمسة (5) أجهزة ومعهد النور (1) جهاز واحد، وأنشأت ثلاثة (3) مراكز مزودة بخمسة وأربعين (45) جهاز بالخرطوم وأربعين (40) جهاز للصم وتدريب كل ذوي الاحتياجات الخاصة مجاناً.
قامت المنظمة بتمليك بعض الصم والبكم الذين تم تدريبهم أجهزة حاسوب مجاناً (كمرحلة أولى) بمنازلهم للممارسة والتواصل عبر الإنترنت، كما تقوم المنظمة بصيانة هذه الأجهزة واستبدالها لهم عند التلف وذلك لخلق وسيلة اتصال دائم للصم عبر البريد الإلكتروني والمحادثات الإلكترونية للتواصل مع أسرهم والمجتمع محلياً ودولياً عبر التقنية الرقمية.
تلقت المنظمة آلة طباعة تعمل بطريقة برايل مهداة من مؤسسة الشيخ زايد، وعدد ستين (60) كرتونة (صندوق) مصاحف معدّة بطريقة برايل من مؤسسة تمكين (بالإمارات العربية المتحدة).
جهاز لقياس الصمم المبكر قامت المنظمة بتسليمه للسيد والي الولاية في اليوم العالمي للمعوقين هدية من السيد عماد علي حمد.
أحتفل السودان باليوم العالمي للاتصالات في 17 مايو / أيار 2007 م، بمركز المنظمة بالخرطوم وتم تخريج سبعين (70) من الطلاب الصم من معهد الأمل وجامعة السودان برعاية الهيئة القومية للاتصالات والمركز القومي للمعلومات.
بالتعاون مع رابطة خريجي جامعة الخرطوم (المكفوفين) وبموافقة مدير جامعة الخرطوم تم الاتفاق علي إنشاء مركز للمنظمة لتدريب المكفوفين بالجامعة (دار الخريجين). وتم افتتاح المرحلة الأولي لبرنامج التدريب بمساعدة احدي المنظمات اليابانية المهتمة بالمكفوفين وتتم المرحلة الثانية بتمويل من المركز الكندي للأبحاث والتنمية عبر منظمة القضارف الرقمية وتقوم المنظمة بتدريب ثلاثة وخمسن (53) طالب مكفوف بالجامعة بواسطة مدرسين سوريين من منظمة كيهاند.

### التفاوض مع المنظمات الدولية لدمج المعوق
يعتبر هذا المشروع من أكبر المشروعات التي سوف تنفذها المنظمة للاهتمام بدمج ذوي الاحتياجات الخاصة ,, بادر بهذا المشروع الدكتور شادي برا شنت ممثل المركز العالمي للأبحاث والتنمية (الكندي) IDRC ورئيس أكاديمية المراكز الرقمية العالمية كما انضمت اللجنة الاقتصادية والاجتماعية لغرب آسيا التابعة للأمم المتحدة UN-ESCWA في مؤتمرها بدمشق في يونيو / حزيران 2009 للمشروع وسينفذ في أربع (4) دول وهو الآن معروض علي الإنترنت عبر الأمم المتحدة على النحو التالي:
1. تخصيص مركزين رقمين بكل دولة
2. توفير برامج إبصار لتدريب المكفوفين بالقضارف وبجامعة الخرطوم (53 مكفوف بجامعة الخرطوم)
3. طباعة 1000 اسطوانة مدمجة وكتاب لتدريب الصم
4. طباعة الموسوعة العربية للمعاقين ذهنياً بالتعاون مع مركز دراسات وأبحاث المعوقين بسوريا وهي أول موسوعة بالعالم وتحتوي علي 12 مجلد
5. إنشاء المطبعة لتأهيل وتوظيف عدد من الصم كحاضنة إلكترونية.

### شراكات غير مباشرة مع حكومة الولاية
تساهم المنظمة في تحسين الخدمات والتسهيلات التي تقدمها أجهزة الدولة حكومة الولاية وغيرها من المؤسسات الاجتماعية ذات الصلة بتلك الخدمات والتسهيلات بشكل غير مباشر، ومن تلك الإسهامات:
1-تأسيس مركز تدريب لقوات الشرطة بشرطة ولاية القضارف، (20 جهاز) وتدريب أكثر من 150 ضابط وجندي لرفع مستوى أدائها،
2- تأسيس مركز تدريب للقوات المسلحة بالفاو (13 جهاز) وتدريب أكثر من 150 ضابط وجندي،
3- تأسيس مركز لتدريب وتأهيل الخريجين بالتعاون مع وزارة الرعاية الاجتماعية(15 جهاز حاسوب، وتدريب أكثر من 150)،
4- قامت المنظمة بإنشاء مركز للتدريب بمجلس تشريعي ولاية القضارف أفتتح في ملتقي المعلومات الثاني كما قامت بإهداء أمانة الحكومة الولائية عدد من الأجهزة للتدريب،
5- تأسيس مركز تدريب بسجن القضارف العمومي مع المنظمة السودانية لرعاية النزيل كأول تجربة بالسودان (6 أجهزة)،
6- منح منظمة «حسن الخاتمة» فرص تدريب كمبيوتر كاميرا عالية الدقة وطابعة ماسحة ضوئية (إسكانر) لتصوير حالات الحوادث والوفيات.

### الحكومة الإلكترونية
الحكومة الإلكترونية في مفهومها البسيط هي تقديم الخدمات بين طرفين عبر صفحة (إنترنت) تفاعلية وقد تكون هذه الخدمة بين الحكومة والحكومة أو الحكومة والمجتمع أو بين المجتمع والشركات الخاصة أو غيرهما. بدأت المنظمة مشوارها للحكومة الإلكترونية في نوفمبر / تشرين الأول 2007 م، بمنحها عشرين (20) جهاز حاسوب لشرطة ولاية القضارف وقامت بتدريب مائة وخمسين (150) ضابط ومجنّد علي أساسيات الحاسوب وكان هدفها أن يبدأ استخراج الأوراق الثبوتية عبر الإنترنت. كما أنشأت المنظمة مركزا بمجلس الولاية التشريعي يهدف إلي تدريب أعضاء المجلس ليتمكنوا من المتابعة للجلسات والمحاضر إلكترونياً وتعزر هذا الأمر لعدة أسباب.

#### خطوات المنظمة للحكومة الإلكترونية القضارف
1. اختيار موظف حاسوب من كل وزارة بحكومة ولاية القضارف والشركات والإتحادات والمؤسسات ذات الصلة بالجمهور وتدريبهم علي أساسيات تصميم الصفحات وإدارتها
2. حلقات تدريب في اللغة الإنجليزية (الكلمات المتداولة spoken language)
3. تدريب المهندسين مهارات التصميم وإدارة الصفحات التفاعلية عبر المحتوي المفتوح المصدر ولغة php والتصميم عبر الدريم ويفر بمدرب متخصص
4. الاستفادة من المتدربين كمدربين لتكرار التجربة بالسودان
5. شراء اسمين للنطاق (خاضعة للتوزيع reseller domains) وستخصص مساحة لكل مهندس شارك بالدورة لتصميم صفحة مع منحه كامل الصلاحية لإدارتها وتخصص الصفحة الاخري للمنظمات التطوعية والإتحادات
6. يقوم كل موظف تم تدريبه بتصميم صفحة وزارته أو مؤسسته بالتعاون مع زملائه الذين تم تدريب وتكوين مجموعة عمل لتصميم صفحات الولاية الأخرى
7. ربط المؤسسات الحكومية والشركات والمؤسسات عبر الشبكات في داخل المؤسسة الواحدة بأسعار التكلفة لتشغيل المهندسين وتأهيل الشركات للتجارة الإلكترونية وربط الشركات الكبيرة لاسلكياً
8. إعدادأكثر من عشر (10) نقاط للاتصال بالإنترنت لاسلكياً بالأسواق العامة بالولاية
9. توزيع خمسين (50) مركز للبيع الإلكتروني بالأرياف لبيع خدمات الرصيد والكهرباء وتسويق المحاصيل والاستعلام عن إخبار الزراعة والمحاصيل وغيرها من الخدمات التي تقدمها الشراكة إلكترونياً.

#### المشاركات الدولية
شاركت المنظمة في أكثر من عشرين مؤتمراً دولياً وقدمت أكثر من ثمانة عشرة (18) ورقة. وتمكنت من المشاركة في أحدي الورش بعشرين مشاركاً مع توفير الإقامة والإعاشة وتذاكر الطائرة كما ترأست المنظمة بدعوة من الاتحاد الدولي للاتصالات ومنظمة الصحة العالمية الجلسة التي أجازت إعلان القاهرة للمعوقين وترأست أكثر من عشر جلسات. كما شاركت المنظمة في مؤتمر ذوي الاحتياجات الخاصة بأبوظبي بعشرين مشاركاً منهم خمسة عشرة (15) من المعوقين بمختلف فئاتهم علي نفقة المنظمة. وشاركت في ورشة القاهرة للمراكز الرقمية بعدد ثمانية عشر (18) مشاركاً بعد أن وفرت لهم تذاكر السفر والإقامة المتميزة عبر منظمة تلسنتر العالمية (مايكروسوفت وIDRC والصندوق المصري للتكنولوجيا والصندوق السويسري). وشاركت بعدد 7 مشاركين علي نفقتهم في مؤتمر الهند الإلكترونية 2008 بنيودلهي.
- ورشة عمل تقنية المعلومات – قادة المراكز الرقمية القاهرة 4 - 8 ديسمبر / كانون الأول 2006
- اجتماعات المانحين والراعين لمدينة القضارف آيندهوفن (هولندا) 9 – 21 ديسمبر / كانون الأول 2006.
- مؤتمر ومعرض أبوظبي الدولي لذوي الاحتياجات الخاصة 19 – 23 مارس / آذار 2007
- الملتقي الثالث لقادة المراكز الرقمية لشرق أفريقيا 14 – 25 مايو / أيار 2007 (على الإنترنت)
- الملتقي الثالث لقادة المراكز الرقمية لشرق أفريقيا 4 – 6 يونيو / حزيران سيايا (كينيا)
- المؤتمر الدولي الثاني للتعليم الإلكتروني 28 – 31 يونيو / حزيران 2007 نيروبي (كينيا)
- مؤتمر الهند الإلكتروني 2007 نيودلهي 31 يوليو / تموز – 2 أغسطس / آب 2007 حصلت المنظمة فيه على جائزة المراكز الرقمية لما وراء البحار.
- اليوم العالمي للسكان بمدينة لاهاي يومي الأول والثاني من أكتوبر / تشرين الأول تحت شعار المدينة الآمنة هي المدينة.
- الملتقى الرابع لقادة المراكز الرقمية لشرق أفريقيا بمدينة كمبالا (أوغندا) في الفترة من 8-9 نوفمبر/ تشرين الأول 2007 (كمبالا).
- الملتقي الإقليمي العربي الأول حول تبادل الخبرات والتطبيقات المثلي لتكنولوجيا الاتصالات والمعلومات في توفير الخدمات لذوي الاحتياجات الخاصة بالقاهرة – جمهورية مصر العربية 13-15 نوفمبر/ تشرين الأول وترأست المنظمة الجلسة التي أجازت إعلان القاهرة للمعوقين.
- الإنترنت من أجل التنمية بمدينة نيروبي بكينيا برعاية برنامج الأمم المتحدة للسكان في الفترة من 28 – 30 نوفمبر / تشرين الأول 2007.
- مؤتمر المعرفة الدولية الثالث انعقد بمدينة كوالالمبور بماليزيا في الفترة من 9 – 13 ديسمبر / كانون الأول 2007. وقد شارك في المؤتمر ألف وسبعمائة وستة وستون (1766) مشاركاً يمثلون مائة وخمسة وثلاثين (135) دولة.
- مؤتمر سوق التقنية لدول شرق ووسط أفريقيا الذي تنظمه نوفاتيك مع منظمة النيباد الشراكة الجديدة لتنمية أفريقيا ومجموعة الدول الأوربية من 13 إلى 15 فبراير (أديس أبابا)
- مؤتمر الهند الإلكتروني 2008 نيودلهي، 1 – 3 أغسطس / آب 2008 حصلت المنظمة فيه على جائزة أفضل منظمات المراكز الرقمية إبداعاً.
- مؤتمر قادة المراكز الرقمية العالمية (أكاديميات المراكز الرقمية) بأسبانيا برشلونة سبتمبر / نيسان 2008.
- الملتقي الخامس لمراكز المعرفة الريفية (5th Grameen convention) نيودلهي، الهند 1 – 5 أكتوبر / تشرين الثاني 2008.
- ورشة المراكز الرقمية (السودان، مصر، اليمن) نوفمبر/ تشرين الأول 2008 (ستة عشر (16) مشاركاً من السودان وسبعة (7) أوراق عمل برعاية المنظمة).
- ورشة المراكز الرقمية للمجموعة الاقتصادية والاجتماعية لغرب آسيا التابعة للأمم المتحدة (الاسكوا) بيروت ديسمبر / كانون الأول 2008.
- زيارة مدينة آيندهوفن سبتمبر / نيسان 2008 لاستقطاب الدعم لأكاديمية السودان للمراكز الرقمية وجامعة القضارف.
- زيارة مركز السلمية بسوريا وتوقيع شراكة لتدريب المكفوفين والاتفاق علي طباعة أول موسوعة عربية للمعوقين ذهنيا.
- الاستثمار في تقنية المعلومات برعاية اللجنة الاقتصادية والاجتماعية لغرب آسيا التابعة للأمم المتحدة (الاسكوا) القاهرة مايو / أيار 2009 م.
- متابعة مقررات قمة المعلومات برعاية اللجنة الاقتصادية والاجتماعية لغرب آسيا التابعة للأمم المتحدة (الاسكوا) دمشق يونيو 2009
- ورشة المراكز الرقمية للمشرق العربي (سوريا، الأردن، لبنان، فلسطين) برعاية اللجنة الاقتصادية والاجتماعية لغرب آسيا التابعة للأمم المتحدة (الاسكوا) الأردن يوليو 2009[3]